# Hambou
Hambou est une région comorienne, situé au sud-ouest de l'île de Grande Comore (Ngazidja). Son chef lieu est Mitsoudjé mais a été auparavant M'djoièzi Hambou.

## Géographie
La région compte plusieurs villes :
- Nkomiyoni
- Salimani
- Mitsoudjé
- Djumwashongo
- Chouani
- Bangoi
- Singani
- M'djoièzi Hambou
- Hetsa
- Mbabani
- Dzahadju